# Mauromyia macrobrevis
Mauromyia macrobrevis är en tvåvingeart som beskrevs av O'hara 2002. Mauromyia macrobrevis ingår i släktet Mauromyia och familjen parasitflugor. Inga underarter finns listade i Catalogue of Life.